# Akira Ogata
Akira Ogata (緒方明?) es un director de cine japonés. Recibió el Premio a los Nuevos Directores del Gremio de Directores de Japón por su película debut, Boy's Choir, en el año 2000, ganando además el premio al Mejor Director en el 31.er Festival de Cine de Yokohama (2009) por su film Nonchan Noriben.

## Filmografía selecta
- Boy's Choir (2000)
- Itsuka dokusho suruhi (2005)
- Nonchan Noriben (2009)
- Shin Godzilla (2016)

## Televisión
- Odoroki momo no ki nijisseiki (1993-1999)
- Shiritsu tantei Hama Maiku (2002)
- Kaigi daisakusen misuterii fairu (2013)